# Sistema Arnoux

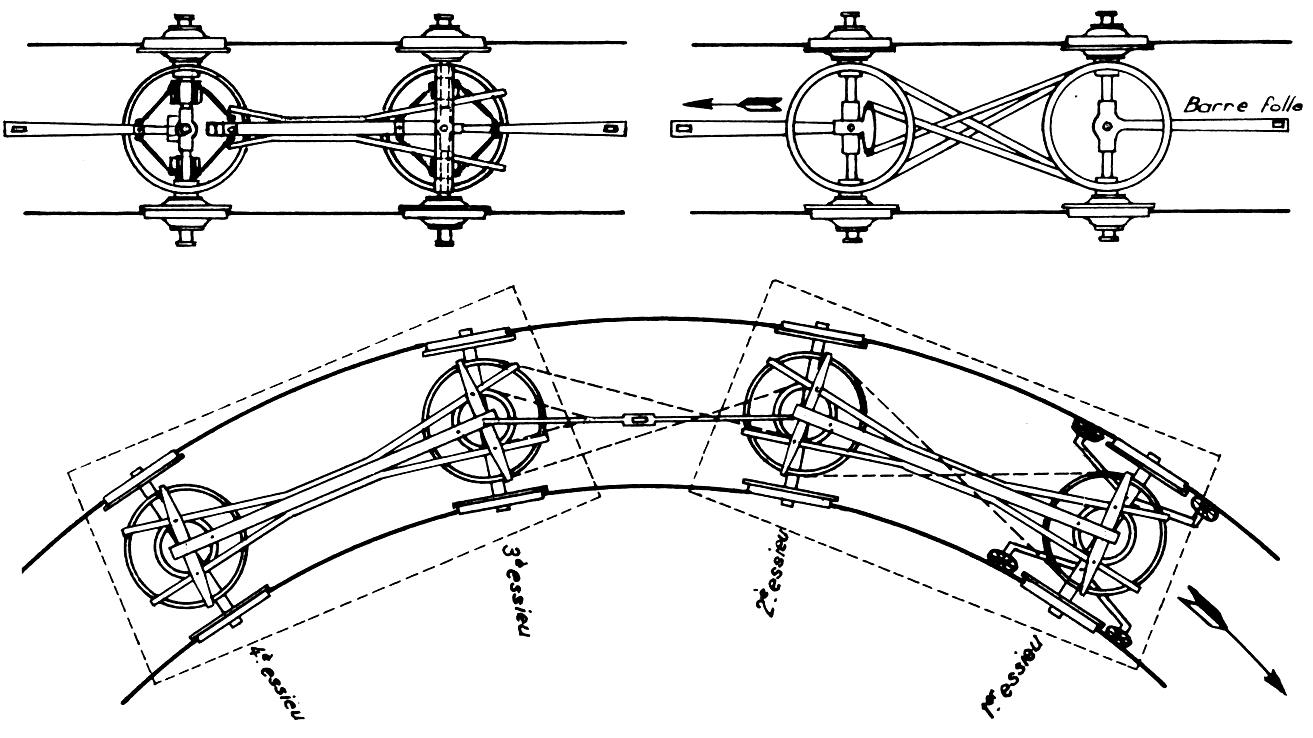
Diagrama del Sistema Arnoux

El sistema Arnoux es un tipo de articulación de trenes, ideado para facilitar el giro en vías férreas de curvatura reducida, inventado por Jean-Claude-Républicain Arnoux y patentado en Francia en 1838. Arnoux fue el ingeniero jefe de la Línea Férrea de Sceaux, construida originalmente con radios muy cerrados en el área alrededor de Sceaux (Altos del Sena) para ensayar su sistema. 
Con el apoyo de la Academia Francesa de Ciencias, Arnoux ideó un nuevo sistema de articulación que permitía girar las ruedas del tren, denominado Système ferroviaire dit Arnoux ("Sistema ferroviario denominado Arnoux"). La Línea Férrea de Sceaux, que comenzó su uso comercial en 1846, fue construida para probar sus prototipos. Pero el costo operativo y el uso de una vía ancha de 1750 mm de ancho provocaron que no se adoptara más ampliamente. Además, la invención del bogie, convirtió el sistema en obsoleto. Fue abandonado por completo en 1893. 

## Sistema

### Problema
Cuando los ferrocarriles de vapor estaban en su etapa pionera, los trenes comprendían una locomotora de vapor y uno o más vagones, cada uno con dos ejes fijos. A medida que aumentaron las velocidades, este diseño causaba un desgaste significativo en las vías e inestabilidad en la banqueta de balasto. 

### Solución propuesta
Para evitar estos inconvenientes, Arnoux propuso un sistema ejes articulados, mediante el que el ángulo de guiñada de las ruedas se reducía esencialmente a cero. Arnoux adaptó el sistema utilizado en los carros de caballos, en los que cada eje giraba sobre su centro, para aplicarlo por igual sobre los dos ejes ligados entre sí. 
Ideó un sistema de cadenas y poleas para que cada una de las ruedas se ajustara correctamente a la guiñada al recorrer una curva: tan pronto como el eje delantero comenzara a girar, todos los demás ejes también girarían en la misma cantidad. En realidad, este fue un defecto de diseño fatal, ya que en un tren largo no todos los vagones están en la misma parte de la curva. Una solución de compromiso fue utilizar poleas de diferentes diámetros, con ruedas de guía en la locomotora para controlar su movimiento. Además, usando un ancho de vía amplio (de 1750 mm) se esperaba obtener directamente una mayor estabilidad. 
Este sistema no era adecuado para las locomotoras de vapor, para las Arnoux inventó un sistema específico. Las locomotoras tenían una disposición de ruedas 2-4-2, y las ruedas motrices no tenían pestañas, podían pivotar y estaban controladas por unas ruedas de guía casi horizontales.

### Solicitud de patente
Arnoux solicitó su patente, número 8342, el 28 de marzo de 1838. 

## Aplicación práctica

### Pruebas y el Gran Premio del Instituto
Los ensayos tuvieron lugar en Saint-Mandé, entre 1839 y 1840, utilizándose un circuito de vía de 1000 m de longitud construido por Alexis Dulong. Estas pruebas demostraron con éxito la estabilidad y la seguridad del sistema. Diversos organismos públicos, el duque de Aumale y numerosos miembros de la Academia de Ciencias de Francia, incluido François Arago, alabaron unánimemente el sistema. 
Después de esta experiencia, Arnoux fue galardonado con el Grand Prix de Mécanique ("Gran Premio de Ingeniería Mecánica") por el Instituto.

### Concesión y apertura de la Línea Férrea de Sceaux

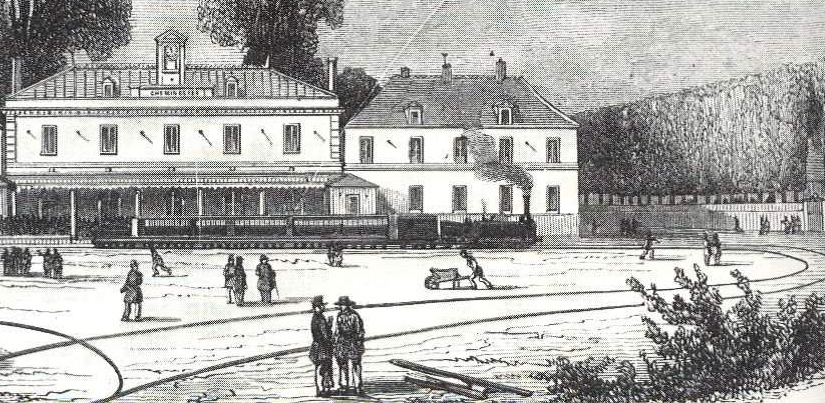
Tren sistema Arnoux en la terminal

Por sugerencia de François Arago, el sistema Arnoux se dispuso en la Línea Férrea de París a Sceaux (Altos del Sena). El 5 de septiembre de 1844, Arnoux y el ministro de Obras Públicas firmaron un contrato para construir y operar la línea. 
La línea comenzó a funcionar en 1846, a partir de la Barrière d'enfer ("Puerta del Infierno") (véase Gare de Denfert-Rochereau) con un edificio de pasajeros curvo de 25 metros de radio, situado en un bucle de enlace para permitir que los trenes invirtieran su marcha. La ruta tenía su primera parada en Arcueil, entonces Bourg-la-Reine (en un curva de 30 m de radio). La rampa hacia Sceaux era recta hasta la estación de Fontenay-aux-Roses, y más adelante incluía una serie de curvas de 50, 63 y 70 metros de radio. El gradiente máximo alcanzaba hasta 11 mm/m (1.1%, 1:91). Toda la línea medía 10,5 km de longitud.

## Alternativas
De hecho, el problema fue resuelto por el bogie, que fue inventado en los Estados Unidos poco después de la apertura de la línea de Sceaux, pero este hecho todavía no era conocido en Europa. 
El sistema Arnoux tiene cierta similitud con el sistema patentado por Cleminson. Ambos están diseñados para mantener los ejes radialmente con respecto a la curvatura de la vía. 

## Abandono
El uso del Sistema Arnoux desde París hasta Limours fue abandonado en 1883, durante las negociaciones entre el gobierno de Francia y la Compañía de Ferrocarril de Orleáns a Rouén para la construcción de nuevas líneas. La Línea de Sceaux fue la única construida pensando en el diseño de Arnaux, con un ancho de vía inusual y la construcción específica de vagones y locomotoras. La vía se remodeló mediante trabajos nocturnos, adaptándose alancho estándar en mayo de 1891.